# Finale della Coppa CERS 1995-1996
La finale della 16ª edizione della Coppa CERS fu disputata in gara d'andata e ritorno tra i portoghesi del Porto e gli spagnoli del Tordera. Con il punteggio complessivo di 10 a 1 fu il Porto ad aggiudicarsi per la seconda volta nella storia il trofeo.

## Le squadre
| Squadre | Partecipazioni precedenti (il grassetto indica la vittoria) |
| ------- | ----------------------------------------------------------- |
| Porto   | 1994                                                        |
| Tordera | 1986, 1995                                                  |

## Il cammino verso la finale
Il Porto si qualificò alla finale con i seguenti risultati:
- Ottavi di finale: eliminato l'Ober-Ramstadt (vittoria per 13-3 all'andata e per 21-2 al ritorno);
- Quarti di finale: eliminato il Barcelos (pareggio per 3-3 all'andata e vittoria per 5-2 al ritorno);
- Semifinale: eliminato il Reus Deportiu (sconfitta per 3-1 all'andata e vittoria per 6-2 al ritorno).

Il Tordera si qualificò alla finale con i seguenti risultati:
- Ottavi di finale: eliminato il Gazinet-Cestas (vittoria per 13-1 all'andata e per 13-2 al ritorno);
- Quarti di finale: eliminato il Roller Salerno (vittoria per 5-1 all'andata e sconfitta per 6-3 al ritorno);
- Semifinale: eliminata il Voltregà (pareggio per 2-2 all'andata e vittoria per 3-0 al ritorno).

## Tabellini

### Andata
| Porto 15 giugno 1996 | Porto | 3 – 0 | Tordera | Pavilhão Rosa Mota |

### Ritorno
| Tordera 22 giugno 1996 | Tordera | 1 – 7 | Porto |  |